# Soffi Lindegrén
Sofie ”Soffi” Wilhelmina Lindegrén, född 31 januari 1863 i Krokeks församling, Östergötlands län, död 6 augusti 1943 i Hovförsamlingen, Stockholms stad, var en svensk operasångerska (sopran).

## Biografi
Lindegrén var dotter till grosshandlaren Johan Didrik Lindegrén. Efter skolgång i Norrköping genomgick hon Musikkonservatoriet i Stockholm. Hon studerade sång för Julius Günther och senare för Désirée Artôt i Paris 1894 samt plastik för Signe Hebbe.
Efter att 1887 ha debuterat vid Kungliga Teatern som Micaëla i Carmen var hon 1888–1893 engagerad vid Stora teatern i Göteborg och utförde där såväl opera- och operettpartier som talroller, däribland Solveig mot August Lindberg som Peer Gynt. Från 1894 och fram till sin död var hon knuten till Kungliga Teatern, först som operasångerska, sedan som sufflös och sist som kontrollant för städerskorna.
Som ung framträdde hon främst i lyriska sopranpartier. Hennes glansroller var Mignon, som hon instuderat för Ambroise Thomas själv i Paris 1894 som hon utförde ett sjuttiotal gånger på Kungliga Teatern. Bland hennes övriga partier märks Eros i Orfeus, Susanna i Figaros bröllop, Agatha i Friskytten, Margareta och Siebel i Faust, Larina i Eugen Onegin, Santuzza och Lola i På Sicilien, Hans i Hans och Greta samt Anna, Lotta och Mor Annika i Värmlänningarne. Sin sista roll, Cho-cho-sans tant i Madame Butterfly, utförde hon vid närmare åttio års ålder.